# أرماندو ريفيرو
أرماندو ريفيرو (بالإسبانية: Armando Ribeiro) (مواليد 16 يناير 1971 في سوبيلانا - إسبانيا) لاعب كرة قدم إسباني يلعب حاليا لصالح نادي الدرجة الأولى أتلتيك بيلباو الإسباني منذ 2008 في مركز حارس مرمى .

## روابط خارجية
- أرماندو ريفيرو على موقع إي إس بي إن إف سي (الإنجليزية)
- أرماندو ريفيرو على موقع قاعدة بيانات كرة القدم.إي يو (الإنجليزية)
- أرماندو ريفيرو على موقع Soccerway.com (الإنجليزية)
- أرماندو ريفيرو على موقع عالم كرة القدم.نت (الإنجليزية)